# Рокан
Рокан (на индонезийски: Sungai Rokan) е река в Индонезия, в централната част на остров Суматра, вливаща се в Малакския проток на Андаманско море, с дължина около 600 km и площ на водосборния басейн 19 258 km². Река Рокан води началото си на 1000 m н.в. от северния склон на планинския масив Такламау. С изключение на най-горното си течение, където е типична планинска река, тече през силно заблатена равнина, покрита с гъсти екваториални гори, през почти безлюдни райони, като силно меандрира. Влива се в Малакския проток на Андаманско море, като образува естуар с дължина над 30 km. Най-големият ѝ приток е река Лубу (ляв). Пълноводна е целогодишно. Средният годишен отток в долното течение около 1100 m³/s. В долното ѝ течение е плавателна за плитко газещи речни съдове. На десния бряг на естуара ѝ е разположен град Багансиапиапи.